# صموئيل دنيس
صموئيل دنيس (بالإنجليزية: Samuel Dennis)‏ هو مسير أعمال وسياسي أسترالي، ولد في 26 مارس 1870 في ملبورن في أستراليا، وتوفي في 28 يناير 1945. حزبياً، نشط في حزب أستراليا المتحدة. وقد انتخب عضو مجلس النواب الأسترالي عن دائرة Division of Batman ‏ (19 ديسمبر 1931 – 15 سبتمبر 1934).